# 할로우 차일드
《할로우 차일드》(The Hollow Child)는 캐나다에서 제작된 제레미 루터 감독의 2017년 공포, 스릴러 영화이다. 제시카 맥리드 등이 주연으로 출연하였고 제레미 루터 등이 제작에 참여하였다.

## 출연

### 주연
- 제시카 맥리드
- 한나 체라미

### 조연
- 존 에멧 트레이시
- 제나 밋솔라
- 기니비에브 부에크너
- 코너 스탠호프
- 조안나 뉴마치
- 크레이그 마치

## 기타
- 음향편집: 커비 지나
- 미술: 모 커틴
- 세트: 톰 데이비슨
- 세트: 미하일 페라라
- 의상: 켄드라 테르페닝
- 배역: 티파니 막